# Villanueva de Carazo
Villanueva de Carazo è un comune spagnolo di 28 abitanti situato nella comunità autonoma di Castiglia e León.